# Údolí Gejzírů
Údolí Gejzírů (nestojí-li spojení na začátku věty, píše se slovo „údolí“ s malým písmenem; rusky Долина гейзеров) je jedno z největších polí gejzírů na světě a jediné v Eurasii. Nachází se v Rusku na poloostrově Kamčatka v Kronocké státní biosférické rezervaci. Údolí je součástí světového dědictví UNESCO jako součást přírodního parku Sopky Kamčatky. Bylo objeveno v roce 1941 sovětskou geoložkou Taťánou Ustinovovou. Údolí Gejzírů se rozkládá podél řeky Gejzernaja až k jejímu soutoku s řekou Šumnaja, je dlouhé téměř čtyři kilometry. Převážně na levém břehu Gezernoj se nachází množství teplých pramenů a přibližně 200 gejzírů, které jsou zásobovány aktivním vulkanismem v okolí. Většina místních gejzírů vyvrhuje vodu s párou pod ostrým úhlem, nikoliv kolmo, a pouze několik gejzírů má kolem ústí kužel z vysrážených hornin, který je běžný u ostatních lokalit na světě.

## Historie
Údolí Gejzírů bylo objeveno roku 1941 geoložkou Kronocké rezervace Taťanou Ustinovovou a itelmenským průvodcem Anisifofem Krupeninem.
Od sovětských dob je údolí jednou z nejznámějších turistických atrakcí Kamčatky. Od roku 1967 v něm byla zakázána neorganizovaná turistika, roku 1977 pak jakákoliv. Od roku 1993, po vybudování nutné infrastruktury, bylo údolí pro turisty znovu otevřeno. Ročně přijíždělo přes tři tisíce návštěvníků. Samostatný vstup na místo byl opět přísně omezen.
Roku 1981 tajfun Elsa přinesl deště, v důsledku kterých stoupla hladina řeky Gejernaja o několik metrů. Některé gejzíry a teplé prameny byly poškozeny potoky bahna, gejzír Bolšaja pečka (Большая Печка) zanikl.
Dne 3. června 2007 dva mohutné proudy sutě a bahna zavalily dvě třetiny údolí. Vlivem přehrazení údolí nánosy zde vzniklo termální jezero. O několik dní později hladina jezera poklesla, takže se nad hladinu dostaly některé zaplavené gejzíry. Sesuv nepohřbil největší gejzír v oblasti zvaný Velikan, který je podle pozorování v současnosti aktivní. Koncem července pracovalo dvacet ze čtyřiceti dvou velkých a středních gejzírů, třináct z nefunkčních gejzírů bylo zaplaveno. Do léta 2008 se situace stabilizovala a téměř všechny gejzíry obnovily činnost.

## Zajímavost
Roku 1972 se v údolí Gejzírů natáčel film Sannikovova země.